# Paroisse de Claiborne
Pour les articles homonymes, voir Comté de Claiborne.
La paroisse de Claiborne (en anglais : Claiborne Parish) a été créée par la scission de la paroisse des Natchitoches en 1828. Elle est nommée en l'honneur de William C. C. Claiborne, le premier gouverneur de l'État de Louisiane.
La paroisse a une superficie de 1 955 km2 de terre émergée et 33 km2 d’eau. Elle est enclavée entre le comté de Columbia (Arkansas) au nord-ouest, le comté d'Union (Arkansas)  au nord-est, la paroisse de l'Union à l’est, la paroisse de Lincoln au sud-est, la paroisse de Bienville au sud et la paroisse de Webster à l’ouest.
Trois autoroutes quadrillent la paroisse : l’autoroute Fédérale (U. S. Highway) no 79 et les autoroutes de Louisiane (Louisiana Highway) no 2 et 9.

## Démographie
| Groupe            | Paroisse de Claiborne | Louisiane | États-Unis |
| ----------------- | --------------------- | --------- | ---------- |
| Afro-Américains   | 50,8                  | 32,0      | 12,6       |
| Blancs            | 47,5                  | 62,6      | 72,4       |
| Métis             | 0,8                   | 1,6       | 2,9        |
| Amérindiens       | 0,4                   | 0,7       | 0,9        |
| Autres            | 0,3                   | 1,6       | 6,4        |
| Asiatiques        | 0,2                   | 1,6       | 4,8        |
| Total             | 100                   | 100       | 100        |
|                   |                       |           |            |
| Latino-Américains | 1,0                   | 37,6      | 16,7       |

Selon l'American Community Survey, pour la période 2011-2015, 97,98 % de la population âgée de plus de 5 ans déclare parler l'anglais à la maison, 1,05 % l'espagnol, 0,61 % le français et 0,37 % une autre langue.

## Localités
La paroisse est divisée en cinq villes et villages : Athens, Haynesville, Homer, Junction City et Lisbon.

## Personnalités liées à la paroisse
- Jim Haynes (1933-2021), journaliste, enseignant, écrivain et éditeur américain.